# Campeonato Mundial de Natação em Piscina Curta de 2012 - 200 m peito masculino
A prova dos 200 metros nado peito masculino do Campeonato Mundial de Natação em Piscina Curta de 2012 foi disputado em 14 de dezembro em Istambul  na Turquia.

## Recordes
Antes desta competição, os recordes mundiais e do campeonato nesta prova eram os seguintes:
|    | Nome          | Nacionalidade | Tempo   | Local    | Data                   |
| -- | ------------- | ------------- | ------- | -------- | ---------------------- |
| WR | Dániel Gyurta | Hungria       | 2:00.67 | Istambul | 13 de dezembro de 2009 |
| CR | Naoya Tomita  | Japão         | 2:03.12 | Dubai    | 17 de dezembro de 2010 |

## Medalhistas
| Ouro                | Prata                  | Bronze                      |
| Dániel Gyurta (HUN) | Michael Jamieson (GBR) | Viatcheslav Sinkevich (RUS) |

## Resultados

### Eliminatórias
As eliminatórias ocorreram dia 14 de dezembro. 
| Colocação | Bateria | Raia | Nome                              | Tempo   | Notas |
| --------- | ------- | ---- | --------------------------------- | ------- | ----- |
| 1         | 6       | 5    | Akihiro Yamaguchi (JPN)           | 2:03.57 | Q     |
| 2         | 6       | 4    | Dániel Gyurta (HUN)               | 2:03.64 | Q     |
| 3         | 6       | 2    | Clark Burckle (USA)               | 2:03.87 | Q     |
| 4         | 4       | 3    | Andrew Willis (GBR)               | 2:03.94 | Q     |
| 5         | 4       | 5    | Marco Koch (GER)                  | 2:03.95 | Q, NR |
| 6         | 4       | 4    | Viatcheslav Sinkevich (RUS)       | 2:04.07 | Q     |
| 7         | 5       | 3    | Yukihiro Takahashi (JPN)          | 2:04.93 | Q     |
| 8         | 5       | 4    | Michael Jamieson (GBR)            | 2:06.05 | Q     |
| 9         | 5       | 5    | Ihor Borysyk (UKR)                | 2:06.37 |       |
| 10        | 4       | 6    | Scott Weltz (USA)                 | 2:07.45 |       |
| 11        | 5       | 2    | Chris Christensen (DEN)           | 2:07.71 |       |
| 12        | 5       | 6    | Tomáš Klobučník (SVK)             | 2:07.96 | NR    |
| 13        | 6       | 8    | Laurent Carnol (LUX)              | 2:08.15 |       |
| 14        | 2       | 9    | Valeriy Dymo (UKR)                | 2:08.37 |       |
| 15        | 2       | 0    | Dmitriy Balandin (KAZ)            | 2:09.07 |       |
| 16        | 6       | 3    | Anton Lobanov (RUS)               | 2:09.80 |       |
| 17        | 4       | 2    | Giedrius Titenis (LTU)            | 2:09.95 |       |
| 18        | 5       | 7    | Andrew Poznikoff (CAN)            | 2:10.06 |       |
| 19        | 4       | 7    | Jorge Mario Murillo (COL)         | 2:10.07 | NR    |
| 20        | 6       | 8    | Eladio Carrion (PUR)              | 2:10.10 | NR    |
| 21        | 5       | 1    | Warren Barnes (CAN)               | 2:10.63 |       |
| 22        | 1       | 1    | Roman Trussov (KAZ)               | 2:10.86 |       |
| 22        | 3       | 3    | Michael Meyer (RSA)               | 2:10.86 |       |
| 24        | 6       | 7    | Malick Fall (SEN)                 | 2:12.15 |       |
| 25        | 4       | 1    | Choi Kyu-Woong (KOR)              | 2:12.50 |       |
| 26        | 5       | 8    | Dmitrii Aleksandrov (KGZ)         | 2:12.60 |       |
| 27        | 6       | 1    | Christian Schurr Voight (MEX)     | 2:13.39 |       |
| 28        | 1       | 6    | Huang Yunkun (CHN)                | 2:14.32 |       |
| 29        | 6       | 0    | Vaidotas Blažys (LTU)             | 2:14.76 |       |
| 30        | 1       | 3    | Joshua Hall (PHI)                 | 2:15.07 |       |
| 31        | 6       | 9    | Damir Davletbaev (KGZ)            | 2:16.11 |       |
| 32        | 4       | 0    | Pedro Pinotes (ANG)               | 2:16.77 |       |
| 33        | 3       | 5    | Jordy Groters (ARU)               | 2:16.78 |       |
| 34        | 4       | 8    | Lionel Khoo (SIN)                 | 2:16.86 |       |
| 35        | 1       | 5    | Ensar Hajder (BIH)                | 2:17.15 | NR    |
| 36        | 5       | 9    | Chao Man Hou (MAC)                | 2:17.25 |       |
| 37        | 2       | 8    | Abdulrahman Albader (KUW)         | 2:17.75 |       |
| 38        | 3       | 4    | Enrique Duran Garcia-Bedoya (PER) | 2:17.85 |       |
| 39        | 4       | 9    | Damjan Petrovski (MKD)            | 2:18.08 | NR    |
| 40        | 3       | 7    | Andrea Agius (MLT)                | 2:21.93 |       |
| 41        | 3       | 0    | Josue Dominguez Ramos (DOM)       | 2:23.57 |       |
| 42        | 3       | 6    | Shafee Mohamed (UAE)              | 2:24.19 |       |
| 43        | 3       | 9    | Arvind Mani (IND)                 | 2:26.89 |       |
| 44        | 2       | 4    | Darren Chan Chin Wah (MRI)        | 2:28.15 |       |
| 45        | 3       | 8    | Andrea M. Agius (MLT)             | 2:28.34 |       |
| 46        | 2       | 5    | Walid Daloul (QAT)                | 2:35.40 |       |
| 47        | 2       | 6    | Hassan Ashraf (MDV)               | 2:40.57 |       |
| 48        | 2       | 2    | Brandon Schuster (SAM)            | 2:41.47 |       |
| 49        | 2       | 3    | Naser Hassan (QAT)                | 2:50.56 |       |
| 50        | 2       | 1    | Nikolas Sylvester (VIN)           | 3:05.74 |       |
| 51        | 2       | 7    | Storm Halbich (VIN)               | 3:08.37 |       |
| 52        | 1       | 2    | Liu Weijia (CHN)                  | DSQ     |       |
| 52        | 1       | 7    | Andrew Rutherfurd (BOL)           | DSQ     |       |
| 52        | 3       | 2    | Agnishwar Jayaprakash (IND)       | DSQ     |       |
| 52        | 5       | 0    | Abraham McLeod (TRI)              | DSQ     |       |
| 53        | 1       | 4    | Miguel Ferreira (VEN)             | DNS     |       |
| 53        | 3       | 1    | Mbeh Tanji (CMR)                  | DNS     |       |

### Final
A final teve sua disputa realizada em 14 de dezembro. 
| Colocação         | Raia | Nome                  | Nacionalidade  | Tempo   | Notas |
| ----------------- | ---- | --------------------- | -------------- | ------- | ----- |
| Medalha de ouro   | 5    | Dániel Gyurta         | Hungria        | 2:01.35 | CR    |
| Medalha de prata  | 8    | Michael Jamieson      | Grã-Bretanha   | 2:03.00 | NR    |
| Medalha de bronze | 7    | Viatcheslav Sinkevich | Rússia         | 2:03.08 |       |
| 4                 | 4    | Akihiro Yamaguchi     | Japão          | 2:03.23 |       |
| 5                 | 6    | Andrew Willis         | Grã-Bretanha   | 2:03.29 |       |
| 6                 | 3    | Clark Burckle         | Estados Unidos | 2:03.58 |       |
| 7                 | 2    | Marco Koch            | Alemanha       | 2:03.68 | NR    |
| 8                 | 1    | Yukihiro Takahashi    | Japão          | 2:04.92 |       |

Legenda
| Recorde mundial       | Recorde mundial (World record)               |                       | Recorde africano                      | Recorde africano (African) |                                           | Q | Classificado por posição (Qualified) |
| Recorde do campeonato | Recorde do campeonato (Championship record)  | Recorde da América    | Recorde da América (Americas)         | q                          | Classificado por melhor tempo (Qualified) |   |                                      |
| Melhor marca do ano   | Melhor marca do ano (World leading)          | Recorde asiático      | Recorde asiático (Asian)              | DNS                        | Não largou (Did not start)                |   |                                      |
| Recorde nacional      | Recorde nacional (National record)           | Recorde europeu       | Recorde europeu (European)            | DNF                        | Não terminou (Did not finish)             |   |                                      |
| Recorde pessoal       | Recorde pessoal do atleta (Personal best)    | Recorde da Oceania    | Recorde da Oceania (Oceania)          | DSQ / DQ                   | Desclassificado (Disqualified)            |   |                                      |
| Recorde da temporada  | Recorde da temporada do atleta (Season best) | Recorde sul-americano | Recorde sul-americano (South America) | NM                         | Sem marca (No mark)                       |   |                                      |